# Une nuit de folie (film, 1970)

Une nuit de folie (titre original : Egy őrült éjszaka) est un film hongrois, réalisé par Ferenc Kardos et sorti en 1970.

## Synopsis
Un soir, deux contrôleurs font irruption dans un magasin d'alimentation. Ils se livrent à une inspection sévère du stock mais s'intéressent aussi au personnel. Les employés se disputent entre eux jusqu'à l'arrivée de l'épouse du directeur qui admoneste les deux intrus. On finit par se mettre d'accord : les denrées indûment accumulées seront détruites au calorifère. Mais, au petit matin, la police se présente devant le magasin et ouvre le rideau de fer... Pour tout le monde, il ne s'est rien passé.

## Fiche technique
- Titre original : Egy őrült éjszaka
- Titre français : Une nuit de folie
- Réalisation et scénario : Ferenc Kardos
- Photographie : János Kende, noir et blanc
- Musique : Péter Eötvös
- Montage : János Rozsa
- Production : János Herskó, Tibor Hranitzky, Róbert Kálmán pour Mafilm, Stúdió 3
- Durée : 78 minutes
- Pays d'origine :  Hongrie
- Année de réalisation : 1969
- Sortie en Hongrie : 8 janvier 1970
- Genre : Comédie satirique

## Distribution
- László Mensáros : le premier contrôleur
- Ferenc Kállai : le deuxième contrôleur
- Ádám Szirtes : Lajos, le directeur
- Mari Törőcsik : son épouse
- Beata Tyszkiewicz : Piri
- József Madaras : Gyula

## Commentaire
- Une nuit de folie, brillante comédie satirique, mit mal à l'aise la critique hongroise lors de sa sortie. C'est, du moins, ce qu'affirme Jean-Pierre Jeancolas dans L'Œil hongrois : Quatre décennies de cinéma hongrois (Magyar Filmunió). Dans Filmkultúra, István Eörsi effectue, pourtant, un parallèle avec Kafka : « Ce film désire présenter le mouvement d'une communauté fermée, le système de relations mutuelles qui, vu le manque de fondements démocratiques, déforme à la fois les dirigeants et les dirigés (...) Nous sommes sensibles aux lois de ce monde clos, artificiel, car par leurs exagérations elles offrent, d'une manière bien drôle, un terrain d'excursion aux expériences générales », dit-il. (traduction Hungarofilm)
- Ferenc Fehér insiste, de son côté, sur « la pertinence de la situation analysée (lieu et temps relèvent du quotidien et non de la fable) » et félicite Kardos d'avoir évité « l'art de l'absurde » qui connaissait, selon lui et, à ce moment-là, une forte expansion. Pour Jean-Pierre Jeancolas, cela signifie, en clair, que le film « ne rate pas sa cible : il fonctionne comme une œuvre d'éveil (...) sans trop chiffrer un message. » (op. cité)